# Aeschynanthus moningerae
Aeschynanthus moningerae là một loài thực vật có hoa trong họ Tai voi. Loài này được (Merr.) Chun mô tả khoa học đầu tiên năm 1974.